# جائزة مونتريال الكبرى للدراجات 2013
جائزة مونتريال الكبرى للدراجات 2013 (بالإنجليزية: 2013 Grand Prix Cycliste de Montréal)‏ هو سباق دراجات هوائية أقيم بتاريخ 15 سبتمبر 2013، تكون السباق من 1 مراحل وامتدّ لمسافة 205.7 كم، استغرق السباق 5 ساعة 20 دقيقة 07 ثانية. فاز به السلوفاكي بيتر ساجان.

## الترتيب
| م                     | الدرّاج     | البلد    | الزمن                    |
| --------------------- | ---------- | -------- | ------------------------ |
| الفائز بالترتيب العام | بيتر ساجان | سلوفاكيا | 5 ساعة 20 دقيقة 07 ثانية |